# マンハッタンのニューヨーク市指定歴史建造物の一覧
マンハッタンにあるニューヨーク市歴史建造物保存委員会 (en) 指定のニューヨーク市歴史建造物の一覧：
- マンハッタンのニューヨーク市指定歴史建造物の一覧 (14丁目以南) (en)
- マンハッタンのニューヨーク市指定歴史建造物の一覧 (14丁目以北59丁目以南) (en)
- マンハッタンのニューヨーク市指定歴史建造物の一覧 (59丁目以北110丁目以南) (en)
- マンハッタンのニューヨーク市指定歴史建造物の一覧 (110丁目以北) (en)
- マンハッタンのニューヨーク市指定歴史建造物の一覧 (小島) (en)